# Érsekhalma
Érsekhalma este un sat în districtul Baja, județul Bács-Kiskun, Ungaria, având o populație de 646 de locuitori (2011). 

## Demografie
Componența etnică a satului Érsekhalma
     Maghiari (97,06%)
     Germani (2,94%)
Componența confesională a satului Érsekhalma
     Romano-catolici (65,17%)
     Fără religie (8,51%)
     Reformați (4,95%)
     Greco-catolici (1,08%)
     Necunoscută (19,5%)
     Atei (0,77%)
     Alte religii (0,77%)
Conform recensământului din 2011, satul Érsekhalma avea 646 de locuitori. Din punct de vedere etnic, majoritatea locuitorilor (97,06%) erau maghiari, cu o minoritate de germani (2,94%).  Din punct de vedere confesional, majoritatea locuitorilor (65,17%) erau romano-catolici, existând și minorități de persoane fără religie (8,51%), reformați (4,95%) și greco-catolici (1,08%). Pentru 19,5% din locuitori nu este cunoscută apartenența confesională.